# Buseje Bailey
Pour les articles homonymes, voir Bailey.
Buseje Bailey est une artiste et commissaire canadienne travaillant dans le domaine de la vidéo et du multimédia dont le travail explore la construction du soi Noir diasporique. Le travail multidisciplinaire de Bailey explore les thèmes de l'identité de la diaspora Noire et de l'histoire des femmes. Son travail vidéo est distribué par V tape (en) à Toronto. Elle a été citée comme une artiste canadienne Noire remarquable dans un article de 2018 publié par la Canadian Broadcasting Corporation.

## Vie et éducation
Bailey a obtenu son baccalauréat en arts visuels à l'Université York de Toronto en 1981 ainsi que sa maîtrise en beaux-arts au Collège d'art et de design de la Nouvelle-Écosse en 1991. 

## Expositions
Des expositions sur le travail de Bailey ont eu lieu à l'Université McGill (Body Politics, 1994) et à la Eye Level Gallery, à Halifax (Making Connections Across Art Forms, 1995),. Le Women's Art Resource Centre a organisé une exposition de son travail intitulée The Viewing Room en 1999. Son travail a aussi été présenté à l'occasion de l'exposition Black Body : Race, Resistance, Response, dont Pamela Edmonds était la commissaire en 2001 à la galerie d'art Dalhousie à Halifax en Nouvelle-Écosse. 
En 1989, Bailey a participé en tant que co-commissaire et artiste à l'exposition collective Black Wimmin When and Where We Enter, la première exposition au Canada entièrement consacrée au travail d'artistes femmes Noires,. L'exposition a fait une tournée à travers le Canada et est devenue une base pour les efforts d'organisation d'artistes et de conservatrices noirs,. 
Les œuvres de Bailey ont aussi été présentées avec celles de Walter Redinger lors d'une exposition à la galerie McIntosh de l'Université Western Ontario en 1998. 
Bailey a été présentée en tant qu'un des sujets principaux de l'exposition 2017 intitulée Light Grows the Tree à la galerie BAND (Black Artists' Network in Dialogue) à Toronto, qui présentait des portraits photographiques d'artistes, auteurs, conservateurs et collectionneurs canadiens noirs.

## Vidéographie
- Women of Strength, Women of Beauty (1992), 16:00 minutes, en couleur, anglais [12]
- Blood (1992), 06:00 minutes, en couleur, anglais avec sous-titres
- Identity in Isolation (1995), 16:00 minutes, en couleur, anglais
- Quest For History (1998), 23:30 minutes, en couleur, anglais
- Fear Factor (2022), 12:00 minutes, en couleur, anglais